# Niloten

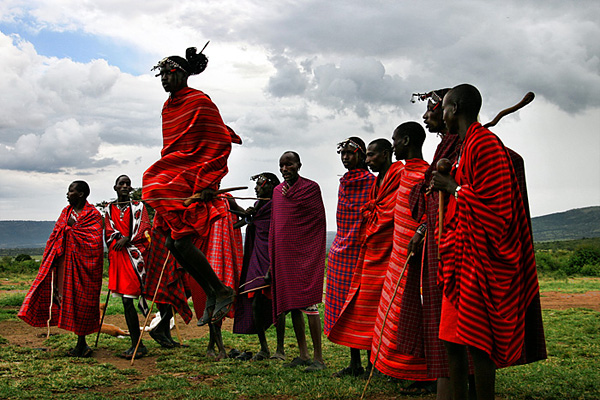
Massai

Unter den Niloten versteht man jene afrikanischen Völker, die nilotische Sprachen sprechen.
Die Niloten waren ursprünglich Bauern und Viehzüchter. Von ihrer im Südsudan vermuteten „Urheimat“ haben sie sich in den letzten Jahrhunderten vor allem nach Süden ausgebreitet und zum Teil bantusprachige Völker unterworfen. Heute bevölkern sie, neben dem Südsudan, vor allem Uganda, Kenia, Tansania und den äußersten Westen Äthiopiens und Eritreas. Bei der Südwanderung gaben wohl einige Gruppen ihre Sprache zugunsten der Sprache der Eroberten auf. Die nach Süden wandernden Niloten wurden teilweise reine Viehzüchter, wie etwa die Massai.
Niloten sind im Vergleich zu den im abessinischen Hochland lebenden Völkern (Habescha) sehr dunkelhäutig und oft auffallend groß und schlank.
Nilotische Volksgruppen, die von Völkern der afroasiatischen Sprachgruppe (konkret vor allem von Sprechern kuschitischer Sprachen) sprachlich und kulturell beeinflusst wurden, werden auch als „Nilo-Hamiten“ bezeichnet. Dies gilt etwa für die Samburu, die mit den Rendille verbündet sind, sowie für die Massai, Teso, Nandi und Pokot. Die Bezeichnung hat sich bislang gehalten, obschon der Begriff Hamiten ansonsten weitgehend außer Gebrauch gekommen ist.
Folgende Völker zählen zu den Niloten:
| - Acholi - Alur - Anywak - Bari - Burun - Chamus - Datooga (inkl. Barabaig) | - Dinka - Dongotono - Kakwa - Karimojong - Kipsigis - Kuku - Kunama | - Langi - Lotuko - Luo - Massai - Mundari - Nandi - Nyangatom | - Nyangwara - Nyepu - Nuer - Ogiek - Pöjullu - Pokot (Suk) - Samburu | - Schilluk - Teso - Toposa - Tugen - Turkana |

Kipsigis, Nandi, Pokot und Tugen gehören zur Untergruppe der Kalendjin.